# Otto II van Rheineck
Otto II van Rheineck (circa 1115-1149) was graaf van Bentheim en heer van Rheineck.
Otto was de zoon van de Otto I van Salm  (rond 1080 - 1150) en Geertruid van Northeim. Hij was getrouwd met een dochter van markgraaf Albrecht de Beer. 
Otto II voerde in 1146 oorlog met de bisschop van Utrecht, Hartbert van Bierum (bisschop van 1139 -1150). Otto verloor deze oorlog. Daarop werd Bentheim tot 1190 een leengoed van het sticht Utrecht.
Vervolgens streed hij met Herman van Stahleck, de toenmalige paltsgraaf over het paltsgraafschap dat in 1140 kortstondig door Otto's vader was bekleed. Herman nam Otto gevangen en liet hem in 1149 wurgen in de burcht Schönburg bij Oberwesel. 
Na zijn dood erfde zijn zuster Sophia van Rheineck, die gehuwd was met graaf Dirk VI van Holland, het graafschap Bentheim.